# Sergio Porrini
Sergio Porrini (ur. 8 listopada 1968 roku w Mediolanie) włoski piłkarz – zawodnik takich klubów jak Atalanta BC, Juventus F.C. czy Rangers F.C., trener piłkarski.
Porrini występował na pozycji prawego obrońcy, swoją karierę zaczynał w Milanie. W 1989 roku dołączył do Atalanty BC, w której grał przez 4 lata.
W 1993 zasilił Juventus F.C., z którym zdobył Mistrzostwo Włoch, a także wystąpił w finałach Pucharu Włoch i Ligi Mistrzów, w którym Juventus F.C. przegrał 3-1 z Borussią Dortmund
W 1997 dołączył do szkockiego Rangers F.C., gdzie dwukrotnie wygrywał Scottish Premier League.
Po 4 latach gry w Rangers F.C. Porrini wrócił do Włoch, gdzie reprezentował barwy mniejszych klubów takich jak: Alessandria, Padova czy A.S. Pizzighettone, w którym w 2006 roku zakończył karierę.
Porrini dwukrotnie wystąpił w reprezentacji Włoch.